# Silicon Valley Bank
Die Silicon Valley Bank (SVB) war eine US-amerikanische Bank im Silicon Valley, die High-Tech-Unternehmen und Start-ups förderte und eine Tochtergesellschaft der SVB Financial Group, zu der unter anderem auch die Firmen SVB Capital und SVB Securities gehörten. Die Bank unterstützte mehr als 30.000 Start-ups finanziell. Die SVB war auf der Liste der größten Banken in den Vereinigten Staaten zuletzt an 16. Stelle und mit einem Marktanteil von 25,9 % die größte Bank im Silicon Valley. Die Bank betrieb 29 Standorte in den Vereinigten Staaten und operierte auch in Kanada, China, Hongkong, Indien, Israel, Großbritannien, Deutschland, Dänemark und Schweden. Am 10. März 2023 wurde sie vom US-Einlagensicherungsfonds Federal Deposit Insurance Corporation (FDIC) übernommen. Der Zusammenbruch der SVB war der größte Kollaps einer Bank seit der Weltfinanzkrise 2007–2008.

## Geschichte
Die Bank wurde 1982 gegründet, das erste Büro eröffnete 1983. Die Hauptstrategie der Bank war es, Einlagen von Geschäften zu sammeln, welche durch Risikokapital finanziert wurden. Danach expandierte sie im Bankgeschäft, finanzierte selbst Risikounternehmen und fügte Dienstleistungen hinzu, die ihren Klienten in der Start-up-Phase des Unternehmens helfen sollten. 1988 wurde ein weiteres Büro in San José eröffnet. 1993 wurde der Gründer der Bank und Chief Executive Officer (CEO) Roger V. Smith durch John C. Dean ersetzt und Smith zum Vizepräsidenten ernannt. Smith verließ die Bank 1994, um die Smith Venture Group zu gründen. 2001 erwarb die Silicon Valley Bank das technologieorientierte Unternehmen für Investmentbanking und Beratungsunternehmen Alliant Partners für 100 Millionen US-Dollar. 2002 begann die Bank dann in das Privatkundengeschäft zu expandieren – u. a. indem gezielt wohlhabende Firmengründer und Unternehmer als Kunden gewonnen wurden. 2004 stieg die Bank ins internationale Bankengeschäft ein und eröffnete Tochtergesellschaften in den Städten Bangalore und London. 2006 begann die Bank im Vereinigten Königreich aktiv zu werden und eröffnete 2012 dort die erste Filiale.
Im Dezember 2008 erhielt SVB Financial ein 235-Millionen-US-Dollar-Investment vom Finanzministerium der Vereinigten Staaten, im Rahmen des Troubled Asset Relief Program. Das Finanzministerium erhielt dabei 10 Millionen Dividenden von der Silicon Valley Bank. Im Dezember 2009 hat die Bank die ausstehenden Aktien und Optionsscheine von der Regierung mit einem Betrag von 300 Millionen US-Dollar zurückgekauft.
Im März 2011 wurde die Bank vom Kreditinstitut Export-Import Bank of the United States zur Bank des Jahres gewählt. Im April verließ Ken Wilcox, der seit 2000 CEO war, seinen Posten als CEO und wurde durch Greg Becker ersetzt.
Im November 2012 gab die Bank ein Joint Venture mit der Shanghai Pudong Development Bank (SPDB) bekannt, um Technik-Start-Ups mehr Kapital zur Verfügung stellen zu können. Im Juli 2015 wurde der Joint Venture vom China Banking Regulatory Commission (CBRC) genehmigt. Die Lizenz erlaubt dem Joint Venture, Dienstleistungen und Produkte der Bank in Renminbi zur Verfügung zu stellen.
Mitte 2016 erreichte sie mit einem Marktanteil von 25,9 % die bedeutendste Marktstellung einer Bank im Silicon Valley.
Im März 2017 wurde Michael R. Descheneaux Präsident der Bank.

## Zahlungsunfähigkeit

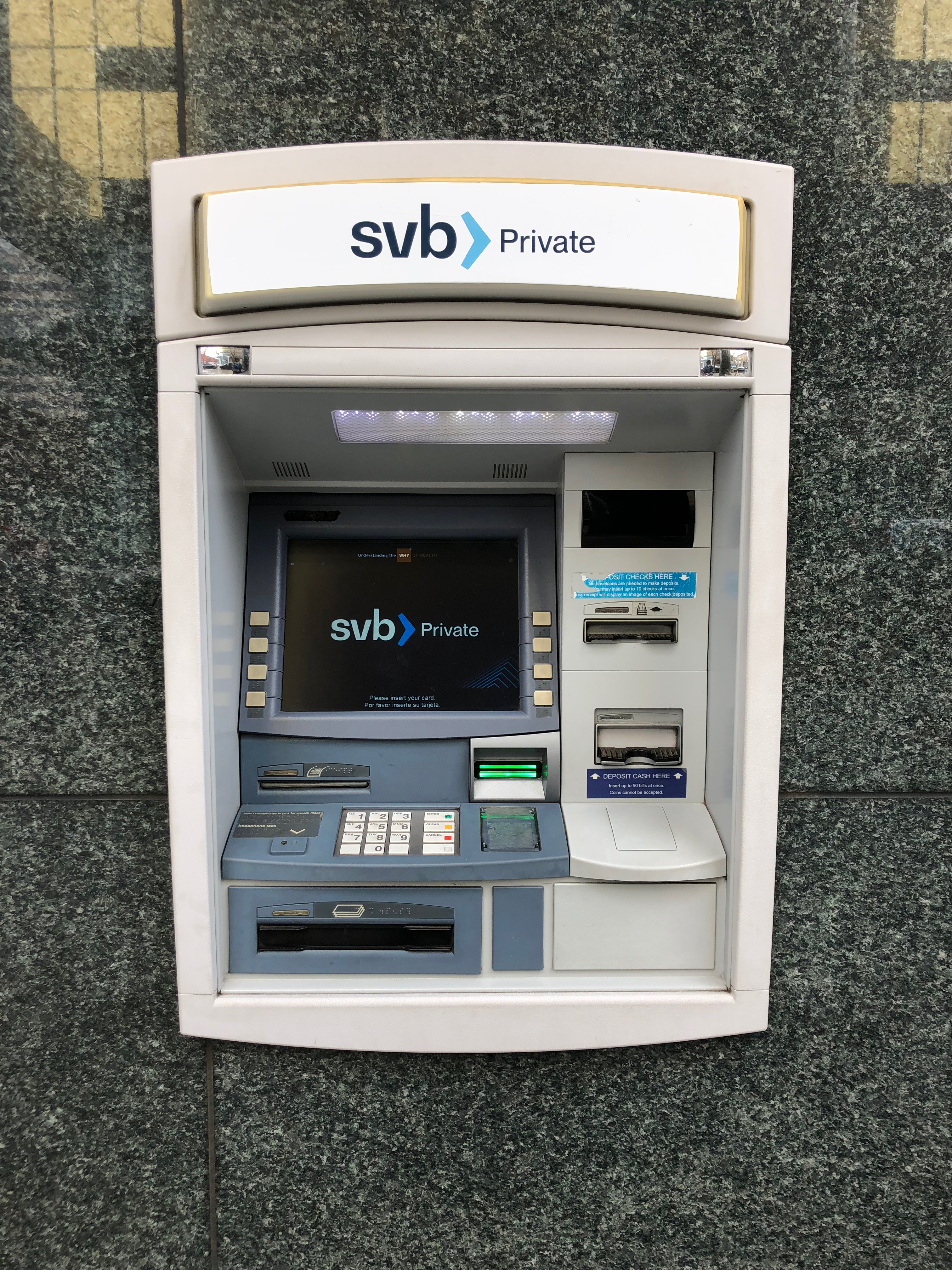
Geldautomat der SVB

Die Bank hatte stark anwachsende Einlagen ihrer Kunden in der Niedrigzinsphase (von 62 Milliarden Dollar Ende 2019 auf 189 Milliarden Dollar Ende 2021) zum großen Teil in längerfristige Staats- und Hypothekenanleihen angelegt. Als steigende Zinsen für fallende Anleihenkurse sorgten sowie den Tech-Boom abbremsten, benötigten viele der Kunden ihr Geld. Die Gefahr, dass eine solche Situation eintritt wird als Zinsänderungsrisiko bezeichnet. Notgedrungen musste die Bank Anleihen verkaufen und Kursverluste in Höhe von 1,8 Milliarden Dollar realisieren. Am Donnerstag, den 9. März 2023 suchte die SVB, ihre Bilanzen mit 2,25 Milliarden Dollar frischem Geld auszugleichen, erhielt vom Venture-Capital-Fonds General Atlantic 500 Millionen Dollar zugesagt, doch der Versuch, über eine Kapitalerhöhung die weiteren 1,75 Milliarden Dollar zu erhalten, scheiterte. Investoren wie Peter Thiel, Beobachter und Influencer, die von den Problemen der Bank erfahren hatten, verbreiteten dies innerhalb der Venture-Capital-Community und am gleichen Tag setzte ein Bankansturm ein.
Am Freitag, den 10. März 2023, schloss der US-Einlagensicherungsfonds FDIC die Silicon Valley Bank und überführte die Vermögenswerte in die neugeschaffene Deposit Insurance National Bank of Santa Clara (DINB). Für Kritik sorgte, dass an die SVB-Angestellten an diesem Tag noch Bonuszahlungen erfolgten; einzelne Boni sollen 5.000 bis 150.000 US-Dollar betragen haben. Am 11. und 12. März 2023 leitete die FDIC eine Versteigerung zum Verkauf der verbleibenden Aktiva der Bank ein. Die britische Tochtergesellschaft der Bank wurde an die HSBC zum symbolischen Preis von einem Pfund verkauft. Am 13. März 2023 wurde die deutsche Zweigstelle in Frankfurt am Main durch die BaFin geschlossen.
Der Kollaps der Silicon Valley Bank ist die zweitgrößte Bankschließung in der Geschichte der Vereinigten Staaten, nach jener der Washington Mutual 2008,
was die Furcht vor einer Schieflage und erhöhtem Finanzbedarf weiterer Banken sowie erhebliche Kursverluste bei Bankaktien auslöste.
So verlor am 10. März die Deutsche Bank 7 Prozent an Wert, die Credit Suisse 4,4 Prozent. Ebenso verlor der Stablecoin United States Dollar Coin (USDC) seine Bindung an den US-Dollar und bis zu zehn Prozent an Wert, als bekannt wurde, dass der Herausgeber des USDC, das Centre-Konsortium, rund 3,3 Milliarden US-Dollar seiner Rücklagen bei der Silicon Valley Bank lagerte. Ende 2022 betrugen die Einlagen 175 Milliarden US-Dollar. Die Einlagensicherung liegt bei 250.000 US-Dollar pro Kunde; für darüber liegende Einlagen war eine Rückerstattung zunächst ungewiss. Über 95 Prozent der Einlagensumme war ungesichert. Aus den Reihen der Kunden bzw. der Start-Up-Branche gab es Aufforderungen an die Regierung nach einer staatlichen Rettungsaktion.
Am 12. März erklärte die US-Finanzministerin Janet Yellen, die Bank nicht staatlich retten zu wollen; jedoch seien alle Einleger vollständig geschützt. Seit Montag, den 13. März 2023, ist Einlegern wieder der Zugriff auf ihre gesamten Guthaben möglich. Der Steuerzahler hätte keine Verluste zu tragen.
Am 20. März 2023 veröffentlichte die BaFin die Information, dass die sogenannten Silicon Valley Bridge Bank (SVB Germany, welche eine Zweigstelle der US-amerikanischen Silicon Valley Bridge Bank N.A. ist) das Bankgeschäft in Deutschland aufnehmen darf. Die Silicon Valley Bridge Bank ist eine Neugründung und geht aus der ehemaligen Silicon Valley Bank hervor, deren Geschäfte diese komplett übernommen hat. In diese Brückenbank wurde von der früheren Silicon Valley Bank mit Sitz in Santa Clara, California, USA, der Geschäftsbetrieb samt Eigenkapital, Forderungen und Verbindlichkeiten übertragen.
Am 26. März 2023 teilte die FDIC mit, dass alle Einlagen und Kredite sowie die Kunden der Silicon Valley Bridge Bank von der First Citizens Bank & Trust Company übernommen werden und die 17 ehemaligen SVB-Filialen am Folgetag unter dem Namen First Citizens wieder öffnen. Andere Vermögenswerte, vor allem Wertpapiere, bleiben vorerst bei der FDIC. Die FDIC erhielt im Gegenzug Aktienwertsteigerungsrechte an First Citizens im Wert von bis zu 500 Millionen US-Dollar. Die FDIC rechnete bei der Transaktion mit einem Verlust für sich von rund 20 Milliarden US-Dollar.